# Ich (album)
Ich je druhá sólová deska německého rappera Sida.

## O Albu
Album bylo vydané 1. prosince 2006 na nezávislém labelu Aggro Berlin.Za pouhé dva dny získalo zlatý titul za více než 80 000 prodaných kusů.

### Verze
Album také vyšlo kromě normální verze v prémiové edici, která obsahuje druhé CD s šesti tracky.
1. června 2007 vyšla "Ghetto Edice", která byla bez bookletu a proto byla levnější.

## Singly
- První singl z alba byl "Strassenjunge", který debutoval na čísle 20.Vyšel 26. listopadu 2006.
- Druhý singl "Ein Teil von mir" byl vydán 2. února 2007.
- Třetí singl "Schlechtes Vorbild", který debutoval na 23. místě, vyšel 18. června 2007.

## Produkce
- Paul NZA byl hlavní producent alba,produkoval tracky: "Goldjunge, Schlechtes Vorbild, Ihr Habt Uns So Gemacht, Mach Keine Faxen, Bergab, Ein Teil Von Mir, Mein Testament, A.i.d.S 2007, Hau Ab & Bergab Remix".
- Tai Jason produkoval skladby "Strassenjunge, Ich Kiff Nicht Mehr, 1000 Fragen, Wir Haben Noch Zeit & Get Ya Paper".
- Beathoavenz produkoval: "Ich Hasse Dich & Jeden Tag Wochenende".
- Také Peter Fox se ujal jedné produkce a to k tracku "Rodeo" ve kterém sám hostoval na mikrofonu.
- Dj Desue proudoval tři skladby "Ficken, GZSZ a Ich Bin Ein Rapper".

## Tracklist

### CD1
1. Intro
2. Goldjunge
3. Strassenjunge (Feat. Alpa Gun)
4. Peilerman & Flow Teil 1
5. Schlechtes Vorbild
6. Ihr Habt Uns So Gemacht (Feat. Massiv)
7. Mach Keine Faxen (Feat. Kitty Kat)
8. Bergab
9. Ein Teil Von Mir
10. Nie Wieder (Feat. G-Hot)
11. Peilerman & Flow Teil 2
12. Ich Kiff Nicht Mehr
13. 1000 Fragen
14. Ich Hasse Dich
15. Peilerman & Flow Teil 3
16. GZSZ (Feat. Fler)
17. Mein Testament
18. Ficken (Feat. Tony D & Kitty Kat)
19. Rodeo (Feat. Peter Fox (Seeed)
20. Sarah
21. Peilerman & Flow Teil 4
22. A.I.D.S. 2007 (Feat. B-Tight)

### CD2 Premium Edice
1. Wir haben noch Zeit (Feat. B-Tight)
2. Jeden Tag Wochenende (Feat. Bass Sultan Hengzt)
3. Hau ab! (Feat. Paul NZA & kilian)
4. Ich bin ein Rapper (Feat. Harris & Alpa Gun)
5. Get ya Paper (Feat. Smif-N-Wessun & B-Tight)
6. Bergab Remix (Feat. B-Tight, Kitty Kat, Alpa Gun, G-Hot)